# Добржанський Олександр Володимирович
Олекса́ндр Володими́рович Добржа́нський (нар. 18 січня 1959 року) — український історик. Доктор історичних наук. Професор. Дослідник історії Буковини XIX—ХХ століть, історії соціальних рухів на західноукраїнських землях XIX—ХХ століть. Член правління Національної спілки краєзнавців України, голова її Чернівецької обласної організації.

## Біографія
1981 року закінчив історичний факультет Чернівецького університету. Від 2003 року — декан факультету історії, політології та міжнародних відносин Чернівецького університету. Від 2006 року — завідувач кафедри історії України.
Автор понад 150 наукових праць. Лауреат премії імені Михайла Грушевського Президії НАН України (1999 рік). Відмінник освіти України (2000 рік). 2004 року Добржанського нагороджено премією Державного комітету архівів України.
Заслужений діяч науки і техніки України (2008), Почесний краєзнавець України (2014).
Під керівництвом О.Добржанського захищено 9 кандидатських і одну докторську дисертацію. Від 2004 року очолює спеціалізовану раду із захисту кандидатських і докторських дисертацій.
Виступив науковим керівником кандидатської дисертації Кузя Анатолія Івановича на тему: Генуезька Газарія у другій половині XIII – XV ст.: військовий аспект розвитку
Син Сергій доцент кафедри історії України ЧНУ, депутат Чернівецької обласної ради 5 і 8 скликань (від Нашої України та Європейської Солідарності відповідно)

## Публікації
- Добржанський О. В., Філіпчук В. О. «Руска Рада» — перше українське політичне товариство на Буковині // Вісник Центру Буковинознавства. Серія історична. Вип.1. — Чернівці : ЧДУ, 1993. — С.107-115.
- Добржанський О., Яценюк Ф. Король Данило Романович в українській історіографії [Архівовано 25 січня 2022 у Wayback Machine.] // Rocznik Instytutu Europy Środkowo-Wschodniej. — Lublin, 2014. — R. 12, z. 6. — С. 95—111.